# Raivis Jurkovskis
Raivis Jurkovskis est un joueur de football letton né le 7 ou 9 décembre 1996. Il joue au poste de milieu droit au Dundalk FC.

## Biographie

### En équipe nationale
Avec les espoirs, il participe aux éliminatoires de l'Euro espoirs 2017, puis aux éliminatoires de l'Euro espoirs 2019. À cette occasion, il délivre une passe décisive contre l'Écosse en novembre 2017.
Il joue son premier match en équipe de Lettonie le 3 février 2018, en amical contre la Corée du Sud (défaite 1-0 à Aksu).

## Palmarès
- Vainqueur de la Coupe baltique en 2018 avec l'équipe de Lettonie
- Champion de Lettonie en 2015 avec le FK Liepāja
- Vice-champion de Lettonie en 2017 avec le FK Liepāja